# Matt Bonds
Matt Bonds (Accokeek, 6 novembre 1995) è un cestista statunitense.

## Carriera
Dopo la laurea avvenuta nel 2017 ha giocato un anno ciascuno in Danimarca e Francia, rispettivamente con gli Hørsholm 79ers e i Boulogne-sur-Mer, per poi partire per il Giappone giocando per diverse squadre.